# Taeniolabidoidea
Los teniolabidoideos (Taeniolabidoidea) son un grupo de mamíferos extintos conocidos de Norteamérica y Asia. Fueron los miembros de mayor tamaño del ahora extinto orden Multituberculata. Lambdopsalis incluso ha provisto evidencia fósil directa de pelo de mamífero en un muy buen estado de preservación para un animal de 60 millones de años. Algunos de estos animales fueron grandes para su tiempo; Taeniolabis taoensis es el multituberculado más grande conocido. En promedio, los miembros de Taeniolaboidea eran del tamaño de un castor y presumiblemente tenían un peso similar, de más de 30 kilogramos.
El grupo fue inicialmente establecido como un suborden, antes de ser reasignado al rango de superfamilia de McKenna y Bell en 1997 (véase Kielan-Jaworowska y Hurum (2001) p. 391-392). Está hasta el presente estrictamente limitado a la familia Taeniolabididae, aunque algunos investigadores también incorporan a Eucosmodontidae (Lofgren et al.). Algunos de sus fósiles están bien preservados. Catopsalis es conocido del Cretácico Superior de Canadá, aunque la familia se encuentra mejor representado en los estratos del Paleoceno.
Las características derivadas de este taxón (apomorfias) incluyen: "hocico corto y ancho con la parte anterior del arco cigomático dirigido  transversalmente, lo que resulta en una forma similar a la de un cuadrado (compartido con Kogaionidae); frontales pequeños, apuntando posteriormente, casi o completamente excluidos del borde orbital" (Kielan-Jaworowska y Hurum 2001, p. 417).